# Kranenburg (Oste)
Pour les articles homonymes, voir Kranenburg (homonymie).
Kranenburg est une commune de Basse-Saxe en Allemagne.

## Géographie

### Quartiers
- Villages faisant partie de la commune: Kranenburg, Brobergen.

## Administration
| Période                                  | Période   | Identité         | Étiquette | Qualité |
| ---------------------------------------- | --------- | ---------------- | --------- | ------- |
|                                          | 1972–1984 | Heinrich Schulze |           |         |
|                                          | 1984      | Horst Wartner    |           |         |
| Les données manquantes sont à compléter. |           |                  |           |         |